# Vesko Mihajlović
Vesko Mihajlović (Kraljevo, 17 marzo 1968) è un allenatore di calcio ed ex calciatore serbo, di ruolo attaccante.
Vanta 6 presenze nelle competizioni UEFA per club.

## Carriera

### Club
Giocando in patria con Proleter e Vojvodina, nella stagione 1992-93 vince la classifica marcatori del campionato serbo assieme al montenegrino Drobnjak, realizzando 30 marcature. Dopo questi risultati viene acquistato dall'APOEL ed in seguito gioca con Enosis, Olympiakos Nicosia e Anorthōsis prima di concludere la carriera con l'Omonia.

## Palmarès

### Individuale
- Capocannoniere della Superliga Srbije u fudbalu: 1

1992-1993 (30 gol, ex aequo con Anto Drobnjak)